# Стадіон Елладіу ді Баррус Карвалью
Стадіон Елладіу ді Баррус Карвалью (порт. Estádio Eládio de Barros Carvalho) також відомий як Стадіон Афлітус (порт. Estádio dos Aflitos) — футбольний стадіон у місті Ресіфі, Пернамбуку, Бразилія. Стадіон названий на ім'я Елладіу ді Барруса Карвалью, 14-разового президента клубу Наутіку-Капібарібі, власника стадіону. Неофіційна назва Афлітус надана через розташування в районі Носса-Сеньйора-дус-Афлітус.